# Baphetidae
Los bafétidos (Baphetidae), antes llamados Loxommatidae, son un grupo de vertebrados tetrápodos extintos que vivieron en el Carbonífero. Son principalmente conocidos por su cráneo fósil. Se han encontrado muy pocos fragmentos de fósiles de esta familia: solo en Escocia y en el norte de Inglaterra. Fueron encontrados y descritos por William Dawson en 1850. Estos animales existieron durante 35 millones de años.

## Diversidad
Los bafétidos incluyen cuatro géneros:
- Baphetes
- Kyrinion
- Loxomma
- Megalocephalus